# Mark Wright
Mark Wright (Berinsfield, 1 augustus 1963) is een voormalig betaald voetballer uit Engeland, die speelde als verdediger. Na zijn actieve loopbaan was hij actief als voetbaltrainer.

## Clubcarrière
Wright speelde sinds 1987 achtereenvolgens voor Oxford United, Southampton, Derby County en Liverpool. Hij beëindigde zijn actieve loopbaan in 1998.

## Interlandcarrière
Wright kwam in totaal 45 keer uit voor Engeland en scoorde één keer voor zijn vaderland. Onder leiding van bondscoach Bobby Robson maakte hij zijn debuut op 2 mei 1984 in de wedstrijd tegen Wales in Wrexham, net als Terry Fenwick (Queens Park Rangers). Hij nam met Engeland deel aan het EK voetbal 1988, WK voetbal 1990 en EK voetbal 1992.

## Erelijst
Liverpool
- FA Cup

1992